# Haplochorema latilabrum
Haplochorema latilabrum là một loài thực vật có hoa trong họ Gừng. Loài này được (Valeton) S.Sakai & Nagam. mô tả khoa học đầu tiên năm 2006.